# Puchar Polski w piłce nożnej (1972/1973)
Puchar Polski w piłce nożnej mężczyzn w sezonie 1972/1973 – 19. edycja rozgrywek, mających na celu wyłonienie zdobywcy Pucharu Polski, który uzyska tym samym prawo gry w Pucharze Zdobywców Pucharów w sezonie 1973/74. Zwycięzcą rozgrywek została Legia Warszawa, dla której był to piąty Puchar Polski w historii klubu. 
Mecz finałowy odbył się 17 czerwca 1973 na Stadionie im. 22 lipca w Poznaniu.

## I runda
| Drużyna 1              | Wynik   | Drużyna 2           |
| ---------------------- | ------- | ------------------- |
| Sośnica Gliwice        | 1:4     | Star Starachowice   |
| Śniardwy Orzysz        | 1:3     | Śląsk Wrocław       |
| Błękitni Kielce        | 2:3     | Zawisza Bydgoszcz   |
| Motor Praszka          | 0:1     | Hutnik Nowa Huta    |
| Odra II Opole          | 1:0     | Polonia II Bytom    |
| Unia Oświęcim          | 2:3     | Urania Ruda Śląska  |
| Warta Poznań           | 1:2     | GKS Katowice        |
| PKS Odra Wrocław       | 1:0 pd. | Arka Gdynia         |
| Lublinianka Lublin     | 3:1     | AKS Niwka           |
| Resovia                | 7:1     | Zastal Zielona Góra |
| BKS Stal Bielsko-Biała | 0:2     | Szombierki Bytom    |
| RKS Ursus              | 1:0     | Górnik Wałbrzych    |
| Czarni Szczecin        | 3:0     | Gwardia Koszalin    |
| Stoczniowiec Gdańsk    | 0:2     | Stal Rzeszów        |
| Włókniarz Białystok    | 2:1     | Piast Gliwice       |
| Unia Tarnów            | 3:0     | Goplania Inowrocław |

## 1/16 finału
Do rywalizacji dołączyły drużyny z I ligi.
| Drużyna 1           | Wynik          | Drużyna 2          |
| ------------------- | -------------- | ------------------ |
| Stal Rzeszów        | 1:3            | Polonia Bytom      |
| Unia Tarnów         | 1:0            | Zagłębie Sosnowiec |
| Hutnik Nowa Huta    | 0:0 pd. k. 8:6 | Stal Mielec        |
| Urania Ruda Śląska  | 4:3 pd.        | Odra Opole         |
| Zawisza Bydgoszcz   | 1:1 pd. k. 3:2 | Pogoń Szczecin     |
| Star Starachowice   | 0:1 pd.        | Zagłębie Wałbrzych |
| Szombierki Bytom    | 1:0            | Lech Poznań        |
| Odra II Opole       | 0:2            | Ruch Chorzów       |
| PKS Odra Wrocław    | 1:0            | Wisła Kraków       |
| Lublinianka Lublin  | 2:1            | Gwardia Warszawa   |
| RKS Ursus           | 1:2            | GKS Katowice       |
| Włókniarz Białystok | 1:4            | ŁKS Łódź           |
| Czarni Szczecin     | 2:2 pd. k. 4:3 | Śląsk Wrocław      |
| Resovia             | 1:0            | ROW Rybnik         |

- Wolny los: Górnik Zabrze i Legia Warszawa

## 1/8 finału
| Drużyna 1          | Wynik                 | Drużyna 2          |
| ------------------ | --------------------- | ------------------ |
| GKS Katowice       | 2:0                   | ŁKS Łódź           |
| Lublinianka Lublin | 0:0 pd. dod. mecz 1:5 | Legia Warszawa     |
| Czarni Szczecin    | 2:4                   | Zawisza Bydgoszcz  |
| Unia Tarnów        | 2:3                   | Polonia Bytom      |
| Urania Ruda Śląska | 1:2                   | Górnik Zabrze      |
| Hutnik Nowa Huta   | 1:3 pd.               | Ruch Chorzów       |
| PKS Odra Wrocław   | 3:1                   | Zagłębie Wałbrzych |
| Resovia            | 1:1 pd. k. 2:5        | Szombierki Bytom   |

## Ćwierćfinały
| Drużyna 1         | Wynik dwumeczu | Drużyna 2      | Pierwszy mecz | Drugi mecz |
| ----------------- | -------------- | -------------- | ------------- | ---------- |
| PKS Odra Wrocław  | 3:2            | Górnik Zabrze  | 2:1           | 1:1        |
| Szombierki Bytom  | 2:2 (br. wyj.) | Ruch Chorzów   | 1:0           | 1:2        |
| GKS Katowice      | 1:5            | Polonia Bytom  | 1:2           | 0:3        |
| Zawisza Bydgoszcz | 0:3            | Legia Warszawa | 0:1           | 0:2        |

## Półfinały
| Drużyna 1      | Wynik dwumeczu | Drużyna 2        | Pierwszy mecz | Drugi mecz |
| -------------- | -------------- | ---------------- | ------------- | ---------- |
| Legia Warszawa | 4:2            | Szombierki Bytom | 3:1           | 1:1        |
| Polonia Bytom  | 8:1            | PKS Odra Wrocław | 3:1           | 5:0        |

## Finał
Spotkanie finałowe odbyło się 17 czerwca 1973 na Stadionie im. 22 lipca w Poznaniu. Frekwencja na stadionie wyniosła 11 000 widzów. Mecz sędziował Marian Kustoń z Poznania. Mecz zakończył się bezbramkowym remisem. Legia wygrała w rzutach karnych 4:2.
| 17 czerwca 1973                   | Legia Warszawa | 0:0 Dogr. k. 4–20:0Raport              | Polonia Bytom | Stadionie im. 22 lipca, Poznań Widzów: 11 000 Sędzia: Marian Kustoń (Poznań) |
|                                   |                |                                        |               |                                                                              |
|                                   |                | Rzuty karne                            |               |                                                                              |
| Gadocha Deyna Pieszko Cypka Nowak |                | Radecki Janik Brysiak Górski Chojnacki |               |                                                                              |

| LEGIA WARSZAWA  |  |                   |  |      |
|                 |  |                   |  |      |
|                 |  |                   |  |      |
| BR              |  | Piotr Mowlik      |  |      |
| OB              |  | Tadeusz Cypka     |  |      |
| OB              |  | Adam Topolski     |  |      |
| OB              |  | Zygfryd Blaut     |  |      |
| OB              |  | Andrzej Zygmunt   |  | 102' |
| PO              |  | Lesław Ćmikiewicz |  |      |
| PO              |  | Wiesław Pacocha   |  | 68'  |
| PO              |  | Kazimierz Deyna   |  |      |
| NA              |  | Jan Pieszko       |  |      |
| NA              |  | Robert Gadocha    |  |      |
| NA              |  | Stefan Białas     |  | 65'  |
| Rezerwowi       |  |                   |  |      |
| OB              |  | Feliks Niedziółka |  | 102' |
| PO              |  | Tadeusz Nowak     |  | 68'  |
| Trener:         |  |                   |  |      |
| Lucjan Brychczy |  |                   |  |      |

| POLONIA BYTOM |  |                   |  |         |
|               |  |                   |  |         |
| BR            |  | Hubert Chwolik    |  | 119'    |
| OB            |  | Henryk Gdawiec    |  |         |
| OB            |  | Walter Winkler    |  |         |
| OB            |  | Paweł Orzechowski |  |         |
| OB            |  | Jerzy Frenkiel    |  |         |
| PO            |  | Ryszard Brysiak   |  |         |
| PO            |  | Adam Krupa        |  |         |
| PO            |  | Paweł Janik       |  |         |
| PO            |  | Marian Grociak    |  |         |
| NA            |  | Jerzy Radecki     |  |         |
| NA            |  | Romuald Chojnacki |  | Zejście |
| Rezerwowi:    |  |                   |  |         |
| BR            |  | Marek Skromny     |  | 119'    |
| NA            |  | Jan Górski        |  | Wejście |
| Trener:       |  |                   |  |         |
| Henryk Kempny |  |                   |  |         |

| Puchar Polski (1972/73)    |
| -------------------------- |
| Legia Warszawa Piąty Tytuł |